# عدنان درجال
عدنان درجال (انگلیسی: Adnan Dirjal؛ زادهٔ ۲۶ ژانویهٔ ۱۹۶۰) یک بازیکن فوتبال اهل عراق است.
از باشگاه‌هایی که در آن بازی کرده‌است می‌توان به الزورا، و الکرخ اشاره کرد.
وی همچنین در تیم ملی فوتبال تیم ملی فوتبال عراق بازی کرده است.